# Mare (araldica)
In araldica il mare simboleggia sdegno o animo inquieto quando è agitato, ma anche ira frenata, liberalità o benignità quando è calmo.

## Esempi

Mare fluttuoso di nero (Livorno)
Mare fluttuoso d'argento (Provincia di Livorno)
Mare ondato d'azzurro (Pommerby)
Mare in cui si specchiano tre fiamme guizzanti (Foggia)

## Posizione araldica ordinaria
Il mare occupa lo spazio della campagna o punta dello scudo e si rappresenta d'azzurro ondoso d'argento, ma può essere anche direttamente d'argento o di verde.
Tanto il mare occupa la parte della campagna che una torre o un castello uscente da esso araldicamente si dice fondato sul mare.

## Attributi
- Ombrato, o fluttuoso, o fluttuante, o mareggiato, o agitato quando le onde sono di uno smalto diverso
- Spumoso, quando è d'azzurro con onde d'argento
- Tempestoso o burrascoso, se le dimensioni delle onde sono maggiori

## Casi particolari
Se il mare occupa invece che lo spazio della campagna quello del piano, si definisce piano mareggiato.
Se occupa tutto lo scudo, quest'ultimo si definisce mareggiato.